# José Antonio de Aldama y Pruaño
José Antonio de Aldama y Pruaño (Sanlúcar de Barrameda, 9 de julio de 1903-Granada, 23 de marzo de 1980), conocido como Padre Aldama, fue un religioso español, jesuita, teólogo y mariólogo. Cofundador de la Congregación de las Esclavas del Santísimo Sacramento y de la Inmaculada junto con la Rvda. Madre María Rosario del Espíritu Santo Lucas Burgos. Fue vicerrector de la Universidad Pontificia de Salamanca.

## Vida
Fue el tercer hijo de Antonio Aldama y Mendívil,  (1867-1930), conde de Aldama y marqués de Ayala y Dolores Pruaño Velarde, quienes profesaron en órdenes religiosas después de que lo hicieran sus cinco hijos.
El 16 de julio de 1918 ingresa en el noviciado de la Compañía de Jesús en Granada y profesa los votos religiosos en 1920. Después estudió teología en el Colegio Máximo de Oña, Valkenburg y Roma, y fue ordenado sacerdote el 19 de septiembre de 1929. Posteriormente, obtuvo los doctorados en filosofía y teología. Fue profesor de teología en la Universidad Gregoriana de Roma (1934-1937), en la Facultad de Teología de Granada (1939-1950, 1964-1980) y en la Universidad Pontificia de Salamanca (1950-1959).
En 1951 entró en contacto con la Madre Rosario del Espíritu Santo, con quien queda como fundador y padre de la Congregación de Esclavas del Santísimo Sacramento y de la Inmaculada, dedicadas a la contemplación y la adoración eucarística. Murió en Granada, lugar en el que reposan sus restos, en la capilla de sus religiosas de dicha ciudad.
Actualmente se procede a iniciar el proceso de su causa de canonización.

## Obras
Publicó numerosas obras teológicas que lo acreditaron como teólogo y singularmente como mariólogo. Entre otras:
- Virgo Mater
- María en el tiempo actual de la Iglesia